# Huberodendron ingens
Huberodendron ingens är en malvaväxtart som beskrevs av Adolpho Ducke. Huberodendron ingens ingår i släktet Huberodendron och familjen malvaväxter. Inga underarter finns listade i Catalogue of Life.